# Симеон Коков
Симеон Коков е български католически духовник, монах капуцин, титулярен епископ и викарий на Софийско-пловдивския апостолически викариат. Неговото архиерейско служене подобно на неговия предшественик епископ Иван Романов е в труден период за католиците в България - свещениците са малко и застаряващи, официалните връзки с Ватикана са прекратени, запазените църковни сгради и църкви имат нужда от ремонт. Всичко, което е направено през този труден период е в резултат на усилията на енорийските свещеници по места, с активната помощ на местното население.

## Биография
Епископ Симеон Коков е роден на 24 януари 1897 година в село Балтаджии (днес кв. Секирово на град Раковски). На 29 януари 1923 г. е ръкоположен за свещеник. Той е първият българин защитил докторат в престижния Папски Източен Институт през 1926 г.
Спед това е преподавател по богословие град Болцано в Италия. На 3 май 1940 г. е избран за главен настоятел на капуцините в България и на 1 юни се завръща в Пловдив. Неговата резиденция е в манастира до църквата „Дева Мария – Царица на ангелите“.
В началото на 1950 г. свещеник Симеон Коков е смятан за предполагаем наследник на вече боледуващия софийско-пловдивски викарий Иван Романов. Поради тази теза той е наблюдаван пряко от оперативните работници на Държавна сигурност. През същата година властите са искали да бъде изпратен български представител на международния конгрес за мир, организиран от Чешката национална католическа църква през юни 1950 г. във Велехрад. За тази мисия е подготвян свещеник Петър Сарийски, секретар на владиката. Симеон Коков обаче успява да го разубеди. Освен това той публично осъжда участието на отец Сарийски като член в Окръжния съвет на Отечествения фронт в Пловдив.
На 20 април 1958 г. е избран за Софийско - Пловдивски апостолически администратор и за титулярен епископ на Батне.
Държавата се опитва да диктува избирането на следващия католически епископ на Софийско-пловдивския апостолически викариат, прилагайки подхода разделяй и владей. Изострят се противоречията между преди това титулувания администратор на епархията - Богдан Добранов и епископа на католиците по източния обред - Кирил Куртев. На 4 декември 1960 година, с разрешение на Комитета за изповеданията Кирил Куртев ръкополага Симеон Коков за епископ.
От началото на 60-те години дейността на Католическата църква в България преминава под знака на Втория ватикански събор. Покана за събора получава и епископ Кирил Куртев като представител на Католическата църква в България, но поради смъртта на неговия помощник Йордан Карамитров, за Рим заминава Симеон Коков. Покрай работата си на събора, участва в Първата и Третата сесия през 1962 и 1964 г., той се среща с папа Йоан ХХIII.
Противоречията между Симеон Коков и Богдан Добранов, респективно между техните привърженици и симпатизанти сред клира и миряните на Софийско-пловдивския викариат, задълго затормозяват нормалното развитие на църковно-религиозния живот.
През 60-те години по партийна и административна линия са предприети мерки за ограничаване дейността на свещениците и за изолирането им от населението. Чрез селските народни съвети енорийските свещеници са предупредени да не събират деца, да не бият камбани, да не издават кръщелни свидетелства, да разпуснат църковните хорове. През 1967 г. Окръжният народен съвет в Пловдив събира данни за активно практикуващите католици. Резултатите от изследването сочат, че 25 % от католическото население в Пловдивско посещава редовно църковните службите. Това кара местните власти да предприеме непопулярни мерки за ограничаване на вярата като съкращаване или преназначаване на друга работа, отклоняване на молби за посещаване на деца в детски заведения, издаване на недобри служебни характеристики и др. През март 1971 г. в качеството си на представител на Ватикана, участва в церемонията по погребението на патриарх Кирил Български.
Епископ Симеон Коков умира в Пловдив на 11 юли 1974 г. Погребан е в гробищния парк на родното си място - кв. Секирово на град Раковски.